# 381
381 foi um ano comum do século IV que teve início e terminou a uma sexta-feira, segundo o Calendário Juliano. A sua letra dominical foi C. Segundo o horóscopo chinês, foi o ano da Serpente.
| Ano completo                       |
| ---------------------------------- |
| Ano comum com início à sexta-feira |

## Eventos
Primeiro Concílio de Constantinopla.